# تونه
تونه شهری در شهرستان فارا در استان باله در بورکینافاسوی جنوبی است و جمعیت آن ۲۵۳۶ نفر است.